# Quincy-Basse
Pour les articles homonymes, voir Quincy et Basse.
Quincy-Basse est une commune française située dans le département de l'Aisne, en région Hauts-de-France.

## Géographie
Située au centre du triangle « Chauny/Soissons/Laon », au cœur de l'Aisne, près de Coucy-le-Château. 

### Localisation

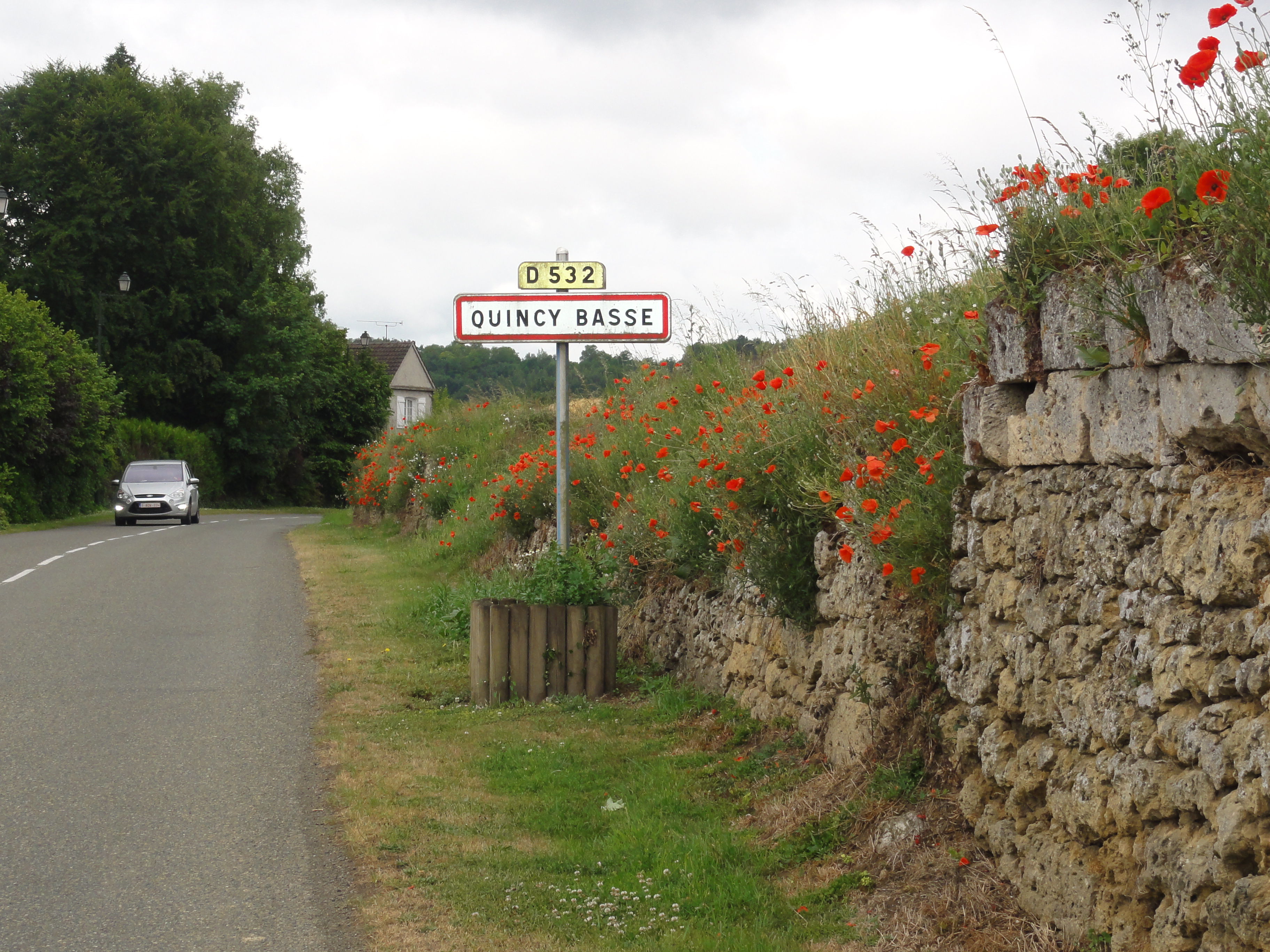
Entrée de Quincy-Basse.

### Hydrographie
La commune est située dans le bassin Seine-Normandie. Elle est drainée par le cours d'eau 03 de la commune de Quincy-Basse, le ru de Basse et divers bras de Basse,,.

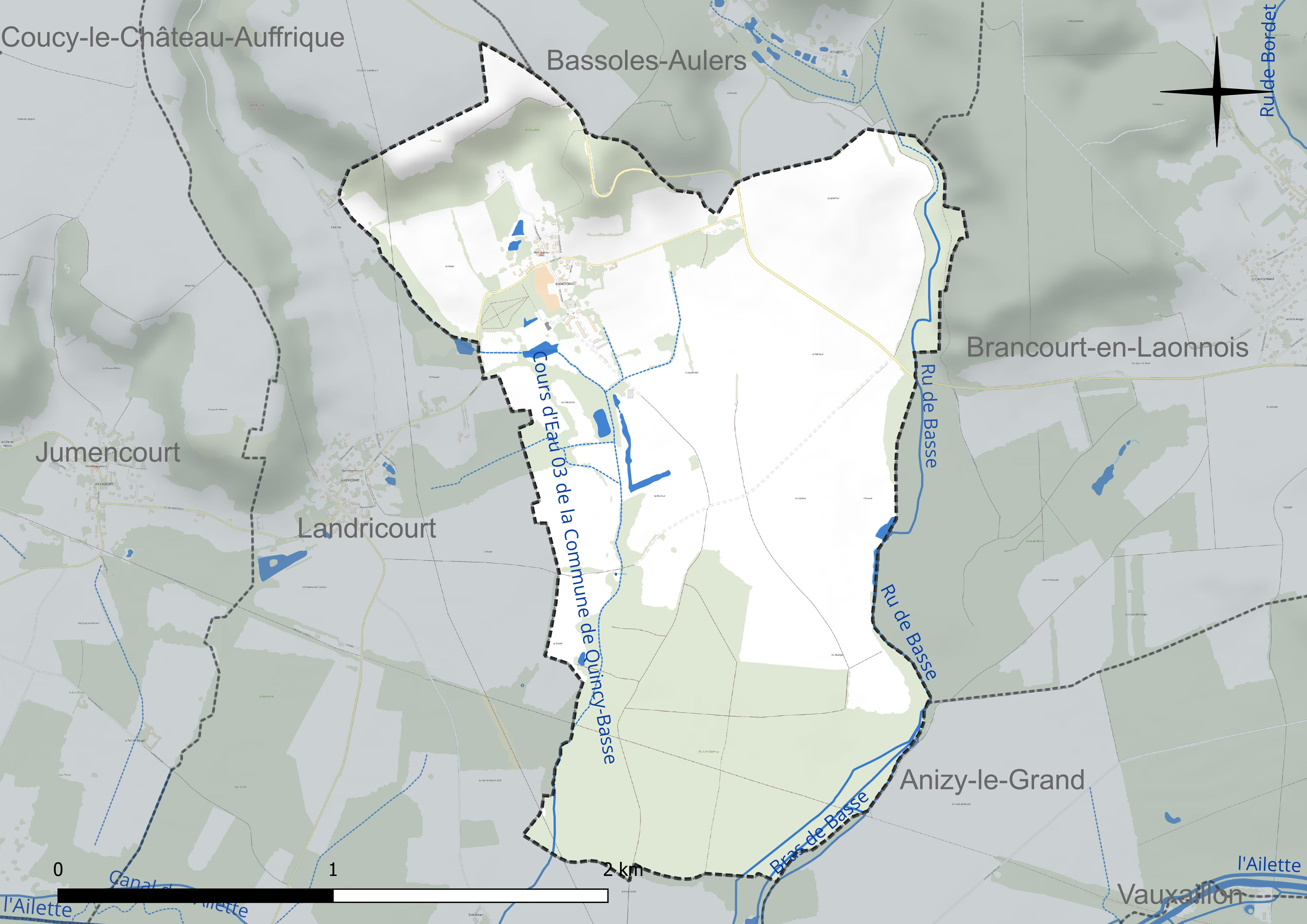
Réseau hydrographique de Quincy-Basse.

### Climat
Pour des articles plus généraux, voir Climat des Hauts-de-France et Climat de l'Aisne.
En 2010, le climat de la commune est de type climat océanique dégradé des plaines du Centre et du Nord, selon une étude du CNRS s'appuyant sur une série de données couvrant la période 1971-2000. En 2020, Météo-France publie une typologie des climats de la France métropolitaine dans laquelle la commune est exposée à un climat océanique altéré et est dans la région climatique Nord-est du bassin Parisien, caractérisée par un ensoleillement médiocre, une pluviométrie moyenne régulièrement répartie au cours de l'année et un hiver froid (3 °C).
Pour la période 1971-2000, la température annuelle moyenne est de 10,6 °C, avec une amplitude thermique annuelle de 15,3 °C. Le cumul annuel moyen de précipitations est de 725 mm, avec 12,2 jours de précipitations en janvier et 8,6 jours en juillet. Pour la période 1991-2020, la température moyenne annuelle observée sur la station météorologique la plus proche, située sur la commune de Chauny à 16 km à vol d'oiseau, est de 11,1 °C et le cumul annuel moyen de précipitations est de 709,9 mm,. Pour l'avenir, les paramètres climatiques de la commune estimés pour 2050 selon différents scénarios d'émission de gaz à effet de serre sont consultables sur un site dédié publié par Météo-France en novembre 2022.

## Urbanisme

### Typologie
Au 1er janvier 2024, Quincy-Basse est catégorisée commune rurale à habitat très dispersé, selon la nouvelle grille communale de densité à 7 niveaux définie par l'Insee en 2022.
Elle est située hors unité urbaine et hors attraction des villes,.

### Occupation des sols
L'occupation des sols de la commune, telle qu'elle ressort de la base de données européenne d'occupation biophysique des sols Corine Land Cover (CLC), est marquée par l'importance des territoires agricoles (54,3 % en 2018), une proportion identique à celle de 1990 (54,3 %). La répartition détaillée en 2018 est la suivante : terres arables (54,3 %), forêts (38 %), zones urbanisées (7,7 %).
L'évolution de l'occupation des sols de la commune et de ses infrastructures peut être observée sur les différentes représentations cartographiques du territoire : la carte de Cassini (XVIIIe siècle), la carte d'état-major (1820-1866) et les cartes ou photos aériennes de l'IGN pour la période actuelle (1950 à aujourd'hui).

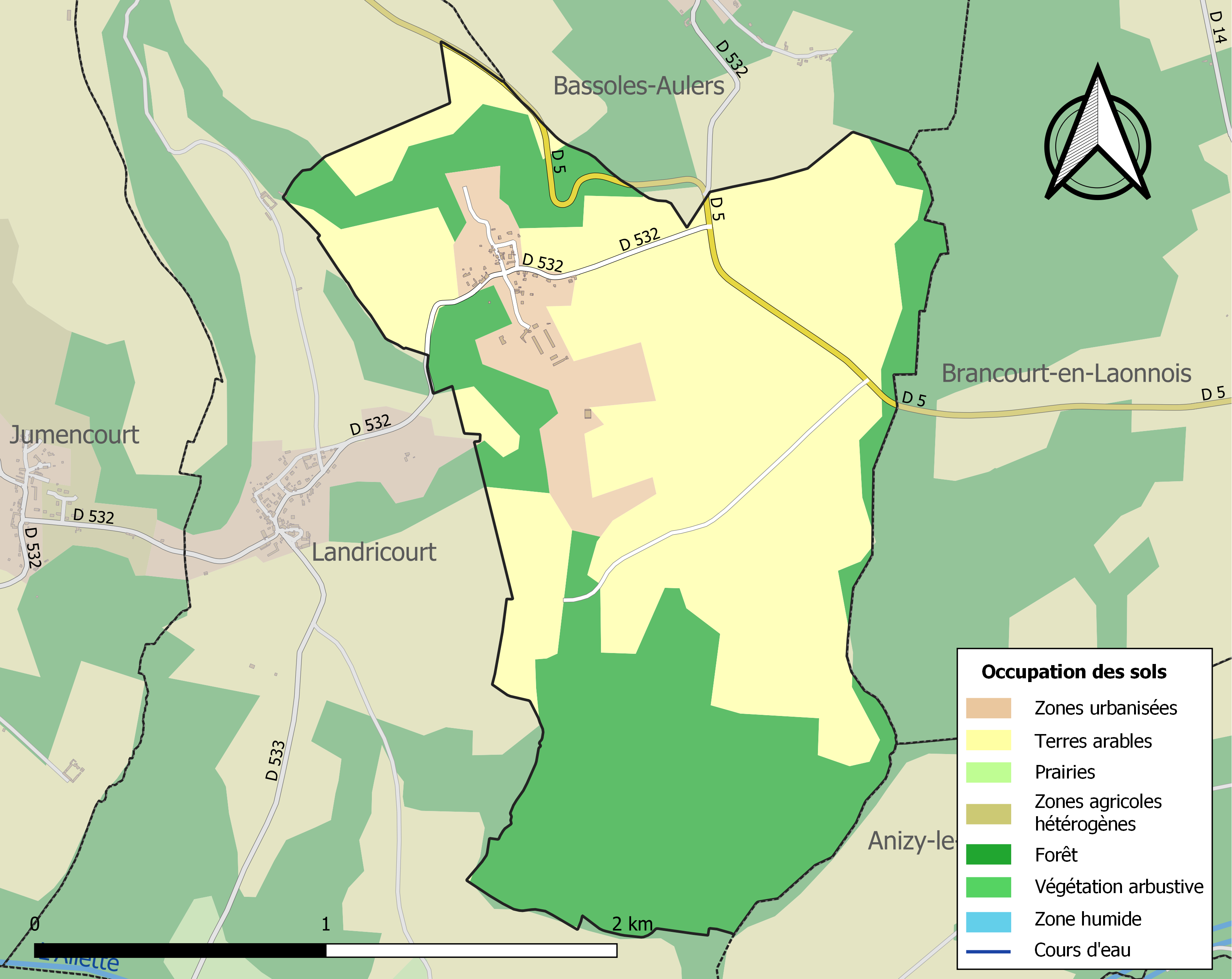
Carte de l'occupation des sols de la commune en 2018 (CLC).

## Toponymie
Le nom de la localité est attesté sous les formes Quinci (1164) ; Quinciacum (1193) ; Cuincy (1318) ; Nostre-Dame-de-Lorette-de-Quincy (1676) ; Cuincy-et-Basse (1709) ; Quincy-Basce.
Basse est le nom d'une ancienne maison isolée de la commune, attesté sous les formes Baza (1165) ; Bassa (1165) ; Basce (1174) ; Domus leprosorum de Basche (1228) ; Basse (1411) ; Basse-la-Réalle (1619) ; Basse-la-Royale (1669) ; Riu de Basce ; Rivus Bascie, ru de Basse (1375).

## Histoire
Un camp romain a existé sur la colline au-dessus du village, des tombes romaines sont encore visibles.[réf. nécessaire] Le village a été détruit pendant la Première Guerre mondiale et reconstruit dans les années 1920. Entre les deux guerres, de nombreux immigrés polonais et italiens sont venus le repeupler. Le château a été occupé par des officiers allemands durant la Seconde Guerre mondiale. Dans les années 1950 à 1960, les jeunes sont partis dans les grandes villes pour trouver du travail. Et le village s'est dépeuplé.

## Politique et administration

### Découpage territorial
La commune de Quincy-Basse est membre de la communauté de communes Picardie des Châteaux, un établissement public de coopération intercommunale (EPCI) à fiscalité propre créé le 1er janvier 2017 dont le siège est à Pinon. Ce dernier est par ailleurs membre d'autres groupements intercommunaux.
Sur le plan administratif, elle est rattachée à l'arrondissement de Laon, au département de l'Aisne et à la région Hauts-de-France. Sur le plan électoral, elle dépend du  canton de Vic-sur-Aisne pour l'élection des conseillers départementaux, depuis le redécoupage cantonal de 2014 entré en vigueur en 2015, et de la quatrième circonscription de l'Aisne  pour les élections législatives, depuis le dernier découpage électoral de 2010.

### Administration municipale
Le nombre d'habitants de la commune étant inférieur à 100, le nombre de membres du conseil municipal est de 7.

#### Liste des maires
| Période                                  | Période                   | Identité                            | Étiquette | Qualité          |
| ---------------------------------------- | ------------------------- | ----------------------------------- | --------- | ---------------- |
| Les données manquantes sont à compléter. |                           |                                     |           |                  |
| 1790                                     | 1790                      | Louis Marie Joseph de Fay de Quincy |           |                  |
| 1800                                     | 1827                      | Louis Marie Joseph de Fay de Quincy |           |                  |
|                                          | 1878                      | Lhotte                              |           |                  |
| 1879                                     |                           | de Fay                              |           |                  |
| Les données manquantes sont à compléter. |                           |                                     |           |                  |
| mars 2001                                | mars 2014                 | Guy Turquin                         |           |                  |
| mars 2014                                | mai 2020                  | Christophe Navarre                  | SE        | ouvrier agricole |
| mai 2020                                 | En cours (au 28 mai 2020) | Guy Turquin                         |           |                  |

## Démographie
L'évolution du nombre d'habitants est connue à travers les recensements de la population effectués dans la commune depuis 1793. Pour les communes de moins de 10 000 habitants, une enquête de recensement portant sur toute la population est réalisée tous les cinq ans, les populations de référence des années intermédiaires étant quant à elles estimées par interpolation ou extrapolation. Pour la commune, le premier recensement exhaustif entrant dans le cadre du nouveau dispositif a été réalisé en 2005.

En 2022, la commune comptait 54 habitants, en évolution de −11,48 % par rapport à 2016 (Aisne : −1,97 %, France hors Mayotte : +2,11 %).
| 1793 | 1800 | 1806 | 1821 | 1831 | 1836 | 1841 | 1846 | 1851 |
| ---- | ---- | ---- | ---- | ---- | ---- | ---- | ---- | ---- |
| 237  | 230  | 279  | 228  | 216  | 202  | 207  | 200  | 197  |

| 1856 | 1861 | 1866 | 1872 | 1876 | 1881 | 1886 | 1891 | 1896 |
| ---- | ---- | ---- | ---- | ---- | ---- | ---- | ---- | ---- |
| 182  | 197  | 186  | 196  | 226  | 167  | 167  | 181  | 174  |

| 1901 | 1906 | 1911 | 1921 | 1926 | 1931 | 1936 | 1946 | 1954 |
| ---- | ---- | ---- | ---- | ---- | ---- | ---- | ---- | ---- |
| 175  | 172  | 144  | 64   | 103  | 88   | 87   | 76   | 75   |

| 1962 | 1968 | 1975 | 1982 | 1990 | 1999 | 2005 | 2006 | 2010 |
| ---- | ---- | ---- | ---- | ---- | ---- | ---- | ---- | ---- |
| 58   | 54   | 53   | 59   | 60   | 68   | 54   | 52   | 58   |

| 2015 | 2020 | 2022 | - | - | - | - | - | - |
| ---- | ---- | ---- | - | - | - | - | - | - |
| 61   | 56   | 54   | - | - | - | - | - | - |

## Lieux et monuments
La commune ne possède pas de monument aux morts.

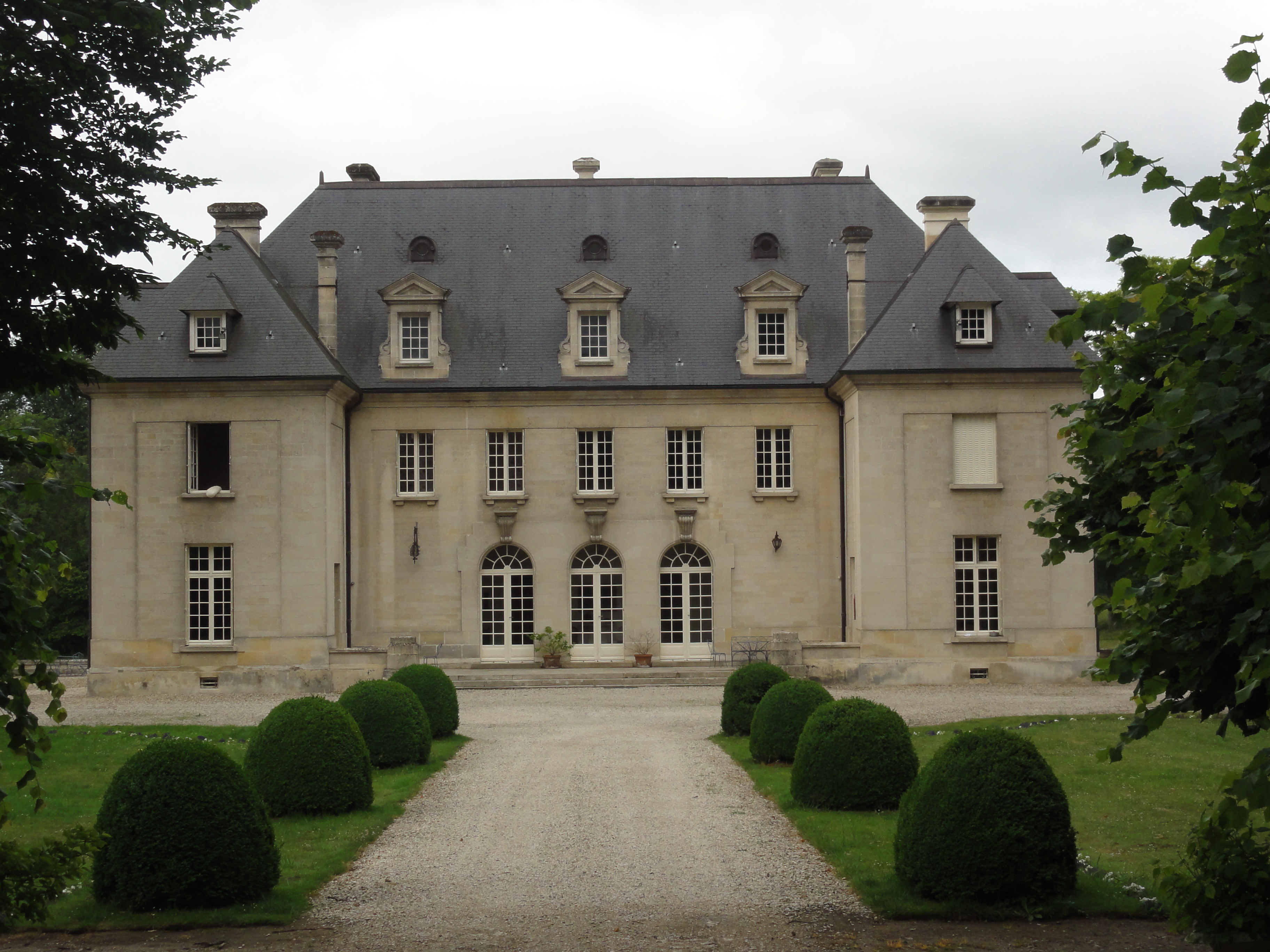
Ancienne église de la Vierge - tour-d'angle avec cloche.
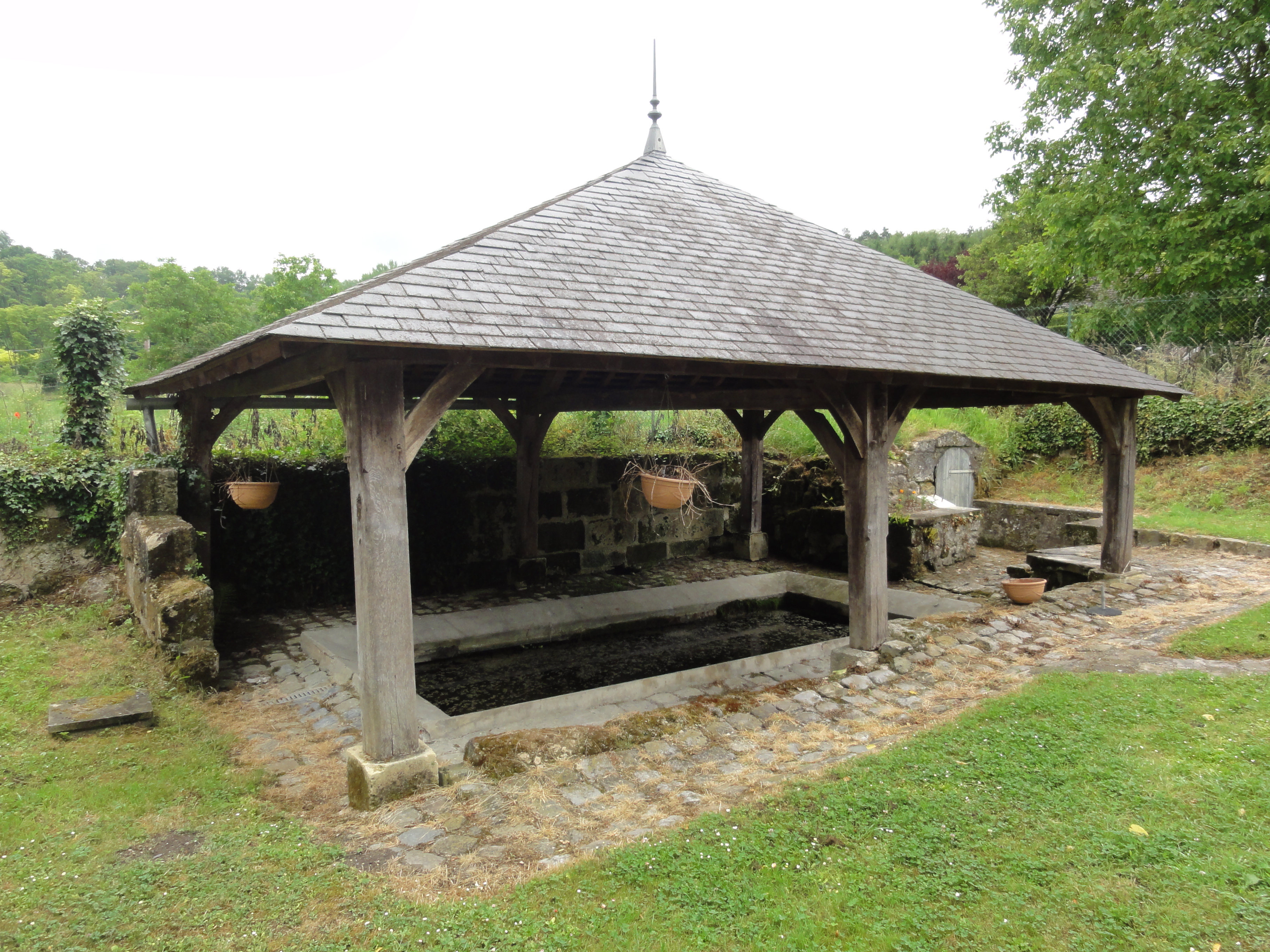
Château.
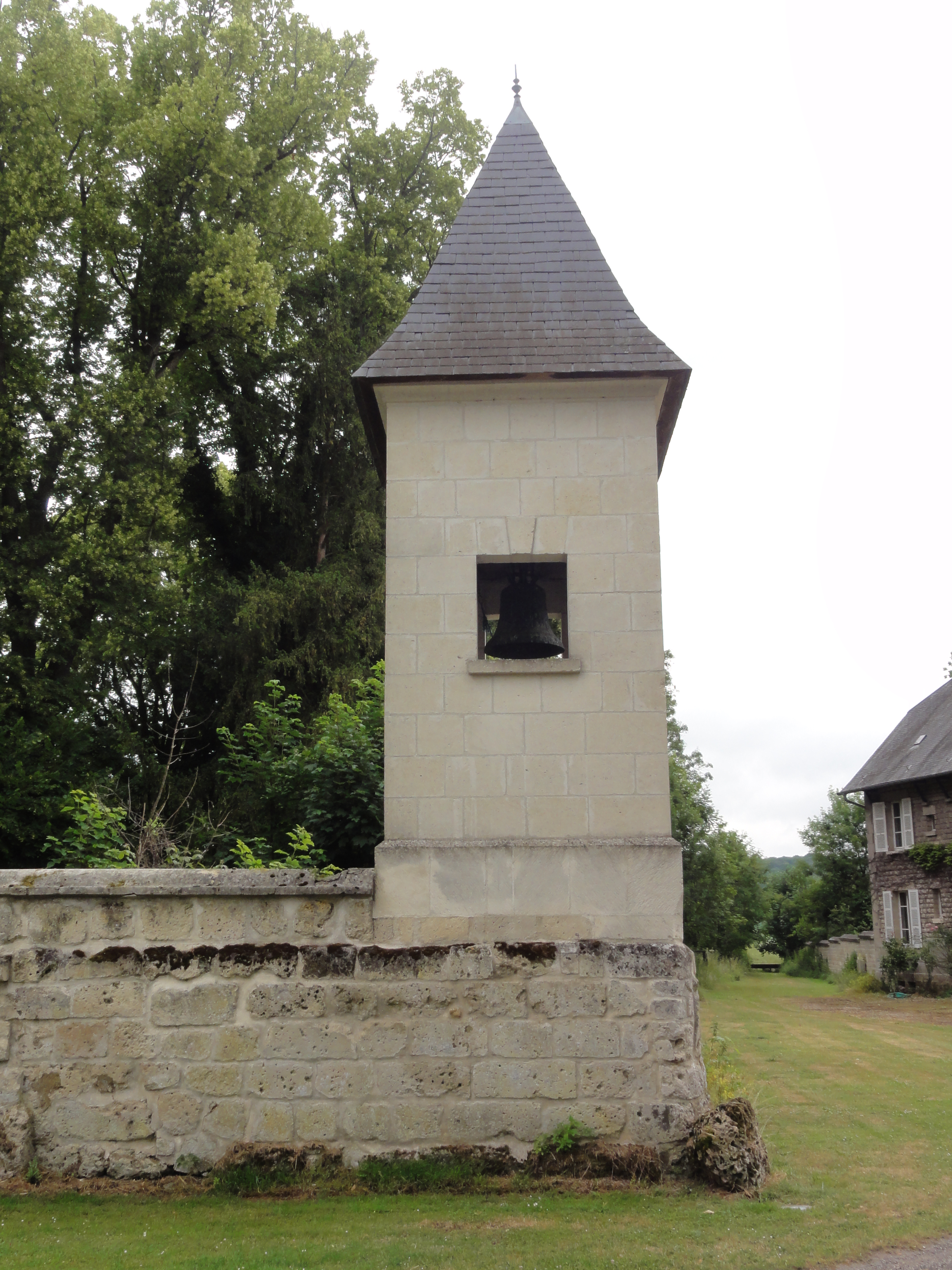
Lavoir.
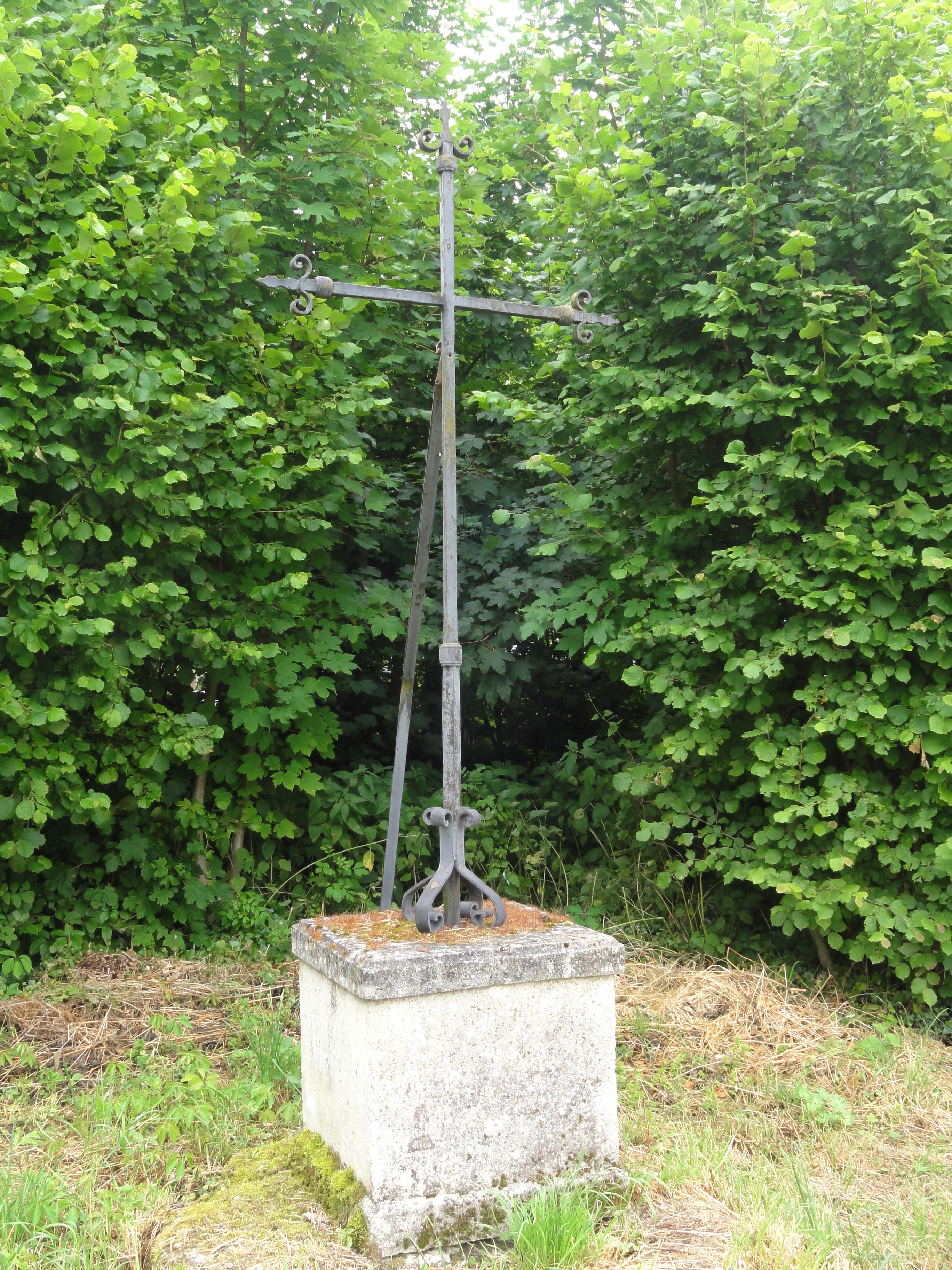
Croix de chemin.

- Château.
- Lavoir.
- Tour-d'angle avec cloche.
- Croix de chemin.

## Personnalités liées à la commune
- Louis Marie Joseph de Fay de Quincy.